# Fiersviridae
Fiersviridae (anteriorment Leviviridae) és una família és una família de virus del tipus virus d'ARN monocatenari + bacteriòfags (que infecten bacteris).

## Taxonomia
Aquesta família conté 185 gèneres, la majoria dels quals han estat descoberts mitjançant la metagenòmica.